# Протесты в Триполи (февраль 2011)
Протесты в Триполи — серия столкновений между ливийскими повстанцами и силами, лояльными ливийскому лидеру Муаммару Каддафи, в столице страны, 17—25 февраля 2011 года, и были одним из начальных этапов гражданской войны в Ливии. В первые дни восстания в городе были значительные волнения, но правительству удалось сохранить город под контролем.

## Предыстория
Каддафи правил Ливией с момента свержения монархии в 1969 году. Несмотря на
то, что арабская весна вызвала революции в Тунисе и Египте, которые граничат с Ливией, ситуация в стране все еще находилась под контролем властей. Каддафи, как сообщается, был самым продолжительным правителем некоролевского государства. Однако протестующие хотели демократии, и индекс восприятия коррупции в Ливии в 2010 году составил 2,2 бала, что хуже, чем в Тунисе или Египте.

## Февральские столкновения
17 февраля 2011 года сообщалось, что сторонники ливийской оппозиции вышли на улицы и Зеленую площадь во время «Дня гнева».
20 февраля было заявлено, что снайперы вели огонь по толпе, когда протестующие открыли огонь по полицейским участкам и зданию Всеобщего народного конгресса.. Сообщается, что 21 февраля было подожжено и здание государственной телекомпании. Утром 21 февраля активисты заявили, что протестующие окружили резиденцию Каддафи Баб аль-Азизия и пытались штурмовать ее, но были отброшены сильным огнем, в результате которого погибло до 80 человек. 22 февраля было заявлено, что министерство юстиции на площади Аль-Шухада и администрация Шаабии также подверглись нападению.
Международный аэропорт Митига мог быть захвачен протестующими 25 февраля. 25 февраля против правительства Каддафи восстал район Таджура в Триполи. Однако, восстание было быстро подавлено правительственными войсками, которые, как сообщается, открыли огонь по протестующим и убили 25 из них.
Переходный Национальный совет, сформированный повстанцами в Бенгази, их временной столице, заявил через своего представителя Хафиза Гогу, что «мы поможем освободить другие ливийские города, в частности Триполи, через нашу национальную армию, наши вооруженные силы, часть которых заявила о переходе на сторону народа». Различные страны, включая Великобританию и США, рассматривали возможность создания бесполетной зоны под руководством ООН, которая предотвратила бы использование военных самолетов и доставку в страну наемников. Министр иностранных дел России отверг эту идею и вместо этого поддержал санкции, в то время как официальный представитель Китая заявил, что их приоритетом является «положить конец насилию, избежать жертв и преложить все усилия для того, чтобы помочь Ливии вернуться к миру и стабильности», и также отверг идею бесполетной зона. 1 марта премьер-министр Великобритании Дэвид Кэмерон отказался от своих комментариев относительно бесполетной зоны. Сын Каддафи Саиф аль-Ислам, получивший образование в Великобритании, обвинил Кэмерона в желании выглядеть героем и охарактеризовал военные угрозы Кэмерона как «шутку». Он также заявил, что если будут предприняты военные действия, «мы готовы, мы не боимся».
Лоялисты Каддафи по-прежнему контролировали Триполи, и 1 марта было сообщено, что многие магазины были закрыты, а в несколько открытых банков выстроились очереди на улице. Также 1 марта колонна из двадцати правительственных грузовиков с гуманитарной помощью выехала из Триполи в удерживаемый повстанцами восточный город Бенгази.

## Публичные выступления Каддафи
25 февраля Каддафи выступил с публичной речью на Зеленой площади, заявив: «Мы будем бороться с ними и победим их. Пойте, танцуйте и готовьтесь. Если потребуется, мы откроем все арсеналы».

## Последствия протестов

### Резолюция СБ ООН 1973
В ночь с 17 на 18 марта, после Резолюции 1973 Совета Безопасности Организации Объединенных Наций, в Триполи в нескольких различных районах произошли новые столкновения между протестующими и силами, поддерживающими Каддафи. Протесты также были запланированы на 18 марта. Однако вместо этого в ближайшие дни прошли акции протеста против военного вмешательства ООН и в поддержку правительства Каддафи.

### Иман аль-Обейди
В конце марта аспирант юридического факультета и противница Каддафи Иман аль-Обейди была подвергнута групповому изнасилованию силами, поддерживающими Каддафи, в Триполи, сбежала и сообщила об этом событии иностранным репортерам в отеле Rixos Al Nasr, а впоследствии была задержана, ее история получила всемирную огласку.

### События апреля
7 апреля в пригороде Триполи Фашлум прошла уличная акция протеста против Каддафи. На небольшой акции протеста на рассвете 9 апреля участники выступили с заявлением. Они заявили: «Это наши улицы, и это наши переулки, потому, мы клянемся вам, позорному Каддафи, ни вы, ни ваши батальоны, ни ваши снайперы, ни ваши наемники, какими бы многочисленными они ни были, больше не будут нас пугать, и мы не отступим от нашей революции и не станем подчинятся, какими бы большими ни были жертвы».
По словам местных жителей, опрошенных агентством Reuters, в течение первой полной недели апреля произошло несколько нападений на военные блок-посты и полицейский участок в Триполи, при этом слышны перестрелки по ночам. Бежавший из страны ливиец, выступавший против Каддафи, поддерживающий ежедневный контакт с людьми из пригорода Таджура, заявил: «Были нападения со стороны жителей Триполи, и многие бойцы армии Каддафи были убиты». Сотни молодых людей, подозреваемых в том, что они противники Каддафи, были заключены в тюрьму в конце марта — начале апреля. По словам одного жителя, опрошенного Reuters, силы, поддерживающие Каддафи, контролировали большинство основных дорог и перекрестков в пригородах, в то время как более мелкие улицы находились под контролем оппозиции.

### События мая
9 мая оппозиционная газета Brnieq сообщила о «полномасштабном» восстании в пригороде Триполи организованном оппозицией, а также о том, что повстанцами было захвачено легкое вооружение у сил безопасности. Протестующие планировали направиться в центр города. Официальный ливийский чиновник опроверг это сообщение и сказал, что ситуация в Триполи находится под контролем. Корреспондент Reuters в центре города не слышал выстрелов. На следующий день «Аль-Джазира» сообщила, что перед отступлением члены оппозиции подняли свой флаг на аэродроме Митига в восточной части Триполи. 13 мая в городе снова прошли антиправительственные протесты.
Al Jazeera English сообщила 30 мая, что в Триполи произошли «беспрецедентные протесты». Подобные крупные демонстрации ранее ограничивались сильным присутствием сил безопасности, что свидетельствует о растущей смелости населения Триполи. В конце концов, протестующие были разогнаны силами безопасности.

### События июня
К июню в городе продолжались партизанские атаки на военные блок-посты.

### События августа
Повстанцы добились значительных военных успехов из своей цитадели в горах Нафуса, захватив значительную часть прибрежного города Завия, примерно в 50 километрах к западу от Триполи, а также части ливийского прибрежного шоссе, не позволив доставить боеприпасы и горючее в Триполи из Туниса. Они также утверждали, что захватили Гарьян на юге, отрезав оттуда поставки в Триполи, по-видимому, с целью отрезать, а затем осадить столицу. 20 августа поступило сообщение о том, что битва за Триполи началась и что в некоторых частях города происходили сильные артиллерийские обстрелы и взрывы, а также продолжались столкновения в восточном пригороде Таджура. Правительство рассылало жителям Триполи текстовые сообщения с требованием выйти на улицы, чтобы бороться с «вооруженными агентами».